# Belgique aux Jeux olympiques d'hiver de 1972
Cet article contient des informations sur la participation et les résultats de la Belgique aux Jeux olympiques d'hiver de 1972, qui ont eu lieu à Sapporo au Japon. Le pays revient aux Jeux olympiques d'hiver après avoir manqué ceux de 1968.

## Résultats

### Ski alpin

#### Hommes
| Athlète          | Épreuve      | Manche 1      | Manche 1 | Manche 2      | Manche 2 | Total         | Total |
| Athlète          | Épreuve      | Temps         | Rang     | Temps         | Rang     | Temps         | Rang  |
| ---------------- | ------------ | ------------- | -------- | ------------- | -------- | ------------- | ----- |
| Robert Blanchaer | Descente     |               |          |               |          | 2 min 02 s 45 | 42    |
| Robert Blanchaer | Slalom géant | 1 min 43 s 59 | 42       | 1 min 45 s 79 | 33       | 3 min 29 s 38 | 34    |

#### Slalom hommes
| Athlète          | Classification | Classification | Finale         | Finale | Finale         | Finale | Finale        | Finale |
| Athlète          | Temps          | Rang           | Temps Manche 1 | Rang   | Temps Manche 2 | Rang   | Total         | Rang   |
| ---------------- | -------------- | -------------- | -------------- | ------ | -------------- | ------ | ------------- | ------ |
| Robert Blanchaer | Disqualifié    | –              | 1 min 05 s 78  | 36     | 1 min 01 s 58  | 25     | 2 min 07 s 36 | 25     |

## Référence
- (en) Cet article est partiellement ou en totalité issu de l’article de Wikipédia en anglais intitulé « Belgium at the 1972 Winter Olympics » (voir la liste des auteurs).